# Richard Kukula
Richard Kukula (9. října 1857 Slovenske Konjice, Slovinsko – 14. ledna 1927 Praha, Československo) byl filolog, knihovník a mezi lety 1897–1918 ředitel Veřejné c. k. Universitní knihovny v Praze, tedy dnešní Národní knihovny České republiky.

## Studium a kariéra
Po absolvování gymnázia v Mariboru studoval na univerzitách ve Štýrském Hradci, v Praze a poté, co v roce 1882 získal doktorát z filozofie, pracoval v knihovnách ve Vídni, Celovci a Berlíně. Koncem roku 1896 přešel do Veřejné c. k. univerzitní knihovny v Praze, kde působil nejprve jako tzv. kustod extra statum, posléze byl v roce 1897 jmenován bibliotekářem. Jeho kariéra se prudce vyvíjela, a tak zde od roku 1906 zastával funkci vládního a od roku 1911 dvorního rady. 

### Působení ve Veřejné c. k. universitní knihovně
Richard Kukula – již coby vládní radní, přijal plán reorganizace knihovny a podle pruské instrukce vypracoval směrnici Amts-Instruktion für die Ausarbeitung der K. k. öffentlichen und Unviversitäts-Bibliotek in Prag (Leipzig, 1897). Když byla tato instrukce vydána tiskem, snesla se na ni obrovská vlna odborné kritiky. Z tohoto důvodu ztratil Kukula důvěru kompetentních míst a bylo díky tomu zřejmé, že nebude dosazen na vyšší místo do Vídně (v jeho případě se pomýšlelo na centrální inspektorát nad knihovnami), nýbrž že zůstane v Praze.
R. Kukula měl plán být s prací podle instrukce hotov za 6 let. Ten se posléze ukázal být přehnaně ambiciózním – práce byla pouze povrchní a vyznačovala se spoustou dalších, dílčích problémů. Sbírky nebyly například vůbec rozepisovány a staré názvy se naopak příliš zkracovaly. Anonymní hesla byla často měněna za účelem unifikace, které ovšem nebylo dosaženo. Problematické bylo rovněž rozvazování přítisků a přívazků i u původních historických vazeb. Rozvázané svazky se proto nestíhaly katalogizovat a mnohdy léta ležely nezpracovány napříč tomu, že se jich marně dožadovali čtenáři pod starými a již neplatnými signaturami. Masivně se vyřazovaly duplikáty a bylo přerušeno úplné vytváření předmětového katalogu, budovaného sedmdesát let. Podklady pro revizi ztrácely na kvalitě a provádění roční revize jako takové bylo úplně zastaveno. Tato pauza, v lidových kruzích nazývaná přestávkou Kukula-Lücke, trvala celkem 22 let (tedy celou Kukulovu kariéru). Z hlediska prostorového uspořádání byl nedostatek místa na knihy řešen v Klementinu běhouny, které vymezovaly chodby, po jejichž stranách byly knihy uskladňovány v policových regálech někdy i ve třech řadách. Dohledávání jednotek tak bylo velmi problematické a obtížné.
S Veřejnou c. k. universitní knihovnou pod vedením Richarda Kukuly je spojena řada dalších organizačních opatření. Z velké části bylo uvolněno absenční půjčování, které zároveň poškodilo onu zásadní konzervační funkci knihovny a zejména samotnou instituci povinných výtisků. Byl podporován volný přístup k příruční knihovně, ve které se nacházela vzácná první vydání děl českých autorů. Pozitivním rysem Kukulovy „éry“ pak bylo především rozšiřování knihovních prostor. Jednalo se například o přemístění výpůjčního protokolu, rozšíření čítárny časopisů nebo zřízení šatny pro čtenáře. V tomto období byla také poprvé ustanovena samostatná studovna, věnovaná univerzitním profesorům.

## Kritika
Záhy po vzniku republiky byla prvním Kukulovým aktem německy psaná žádost, aby byl jmenován dvorním radou, což mohlo v tehdejší společnosti vyvolat četná pohoršení. Oficiální kritika na sebe nenechala dlouho čekat když roku 1925 vydal ve Výmaru spis Erinnerungen eines Bibliothekars. Tato kniha byla plná polopravd, nepřesností a snahy předvést autora jako váženého a ctěného muže, což vyvolalo odmítavé reakce. Na půdě Spolku českých knihovníků ji kritizoval zejména Josef Volf, ovšem patrně nejznámější kritiku na tento spis přinesl v silvestrovském článku deníku Prager Tagblatt Max Brod, který ji nazval „nejveselejší ze všech knih“.
| „                                                 | ...kniha, jejíž četba po léta vždycky znova, i v nejhorších časech, dovedla mě naladiti k nejbezstarostnější veselosti, kniha, jejíž předčítání strhuje celé stolní společnosti k takovým bouřím smíchu, že se křičí ze všech stran: slyšte, slyšte! Kniha nejvýš pozoruhodná! | “ |
| — Max Brod pro Prager Tagblatt, 31. prosince 1933 | |   |

Éra Richarda Kukuly byla ve Veřejné c. k. universitní knihovně poznamenána spíše mnoha stíny, než úspěchy. Přesto zde však vznikl nový jmenný generální katalog, který nahradil předchozí z roku 1821, založený za Františka Posselta, tiskem vyšly soupisy latinských rukopisů (mezi lety 1905–1906) a rukopisů českých (1906), jejichž autorem byl Josef Truhlář, byl publikován katalog německých rukopisů Waltera Dolcha (1909) atd. V lednu 1919 byl Kukula částečně penzionován a prozatímním správcem knihovny se stal PhDr. Jaromír Borecký, který byl v následujícím roce jmenován ředitelem.
Richard Kukula zemřel 15. ledna 1927 v důsledku mozkové mrtvice v Praze, v tehdejším Československu.